# Овсепян, Сергей Исраелович
Сергей Исраелович Овсепя́н (род. 31 марта 1947, Ереван) — советский живописец.

## Биография
Родился 31 марта 1947 года в Ереване. В 1954—1961 годах учился в школе имени Н. В. Гоголя. В 1961—1965 годах обучался в художественном училище имени П. Терлемезян, в 1965—1970 годах — в художественно-театральном институте Еревана. С 1974 года являлся членом СХ СССР. В 1972—1998 годах принимал участие в республиканских, всесоюзных и международных выставках. В 1981 году был в творческой командировке в Норвегии с открытием выставки.
В 1982 год стал обладателем Гран-при на международном биеннале живописи в Чехословакии.
1983 год — первая премия на конкурсе молодых художников СССР и ГДР с открытием выставки в Москве и в Берлине.
1980—1985 годы — творческая работа в домах творчества Сенеж, Гурзуф.
1986 год — творческая командировка в Македонию (Международная колония художников с открытием выставки).
1992 год — персональная выставка в галерее Изограф, г. Москва.
1998—2008 годы — поездки по США и творческая работа.
Художник Сергей Исраелович Овсепян начал экспонировать свои произведения на всесоюзных, республиканских и зарубежных выставках с 1972 года. Его произведения показательно отражают тематический диапазон и отношение к актуальным проблемам нашего времени
Уже в первые годы творческой работы Овсепян удивлял пластическим разнообразием своих картин. Поиски новых форм выразительности он подчинял стремлению ярче рассказать о времени, о тех проблемах, которые его волновали. В этом проявилось одно из качеств молодого художника — серьёзный подход к взаимосвязи формы и содержания. Каждая тема диктовала свою живописную манеру, само содержание подсказывало определённые пластические принципы. Для больших тематических картин Овсепяна характерен дух аналитического, познавательного изучения действительности.
Усиливая образное воздействие картины, он стремится использовать самые разнообразные средства — от условных до документальных. Художник часто вводит в картины документальный материал, используя кадры кино- и фотохроники. Но сам документальный материал теряет свою первоначальную суть, становится объектом художественным. Овсепян, тактично используя этот материал, добивается нужного ему эффекта — сопоставление двух образных систем служит как бы апелляцией к психологическому восприятию мира современным человеком. Это относится к картинам «На фотовыставке», «Художник и время», «На велогонку мира», «Вето». Соединяя события, разделённые между собой временем, Овсепян в их сопоставлении проясняет существо своей авторской позиции. Произведения Овсепяна разнообразны по темам и жанрам. Художник не раз проверял себя, стремясь к утверждению собственного стиля и темы.

## Награды и премии
- премия Ленинского комсомола (1982) — за картины «Детский мир» и «На фотовыставке»